# جراحات علاج البدانة
طب السمنة الجراحي (جراحة السمنة أو جراحة تخفيف الوزن) (بالإنجليزية: Bariatric surgery)‏ يتضمن عددًا من الجراحات التي تجرى على الأشخاص المصابين بالسمنة، فيفقد المرء الوزن عند إجراءها عن طريق تصغير حجم المعدة برباط حولها، أو عن طريق إزالة جزء منها (تكميم المعدة) أو عن طريق تشريح الأمعاء الدقيقة وتحويل مسارها (جراحة تحويل مسار المعدة).
 أظهرت الدراسات طويلة الأمد أن هذه الجراحات تؤدي إلى نقص ملحوظ في الوزن، وإلى الشفاء من داء السكري (النوع الثاني)، وتحسن في مؤشر قياس خطورة الإصابة بأمراض القلب والأوعية الدموية، وانخفاض في معدل الوفيات من 23٪ إلى 40٪، ولكن يجدر ذكر أن دراسة أجريت على مرضى وزارة شؤون المحاربين القدامى في الولايات الأمريكية المتحدة توصلت إلى عدم وجود فرق في معدل النجاة عند المرضى الأكبر سنًا والمصابين بالسمنة المفرطة عند المقارنة بين الجراحة والعناية الصحية المعتادة على الأقل خلال فترة سبع سنين. 
تنصح المعاهد الوطنية الأمريكية للصحة بإجراء هذه العمليات للمصابين بالسمنة ذوي مؤشر كتلة جسم يساوي على الأقل 40 كجم/متر2، وللأشخاص المصابين بأمراض أخرى خطيرة كالسكري ذوي مؤشر كتلة جسم يساوي 35 أو أكثر، وعلى الرغم من ذلك، توجد بعض الدراسات الحديثة التي تقتترح أن جراحات تخفيف الوزن قد تكون مناسبة لمن مؤشر كتلة الجسم لديهم يتراوح بين 35-40 وغير مصابين بأمراض أخرى، ولمن لديهم مؤشر كتلة جسم من 30 إلى 35 ولكن مصابين بأمراض أخرى خطيرة. 

## دواعي الجراحة

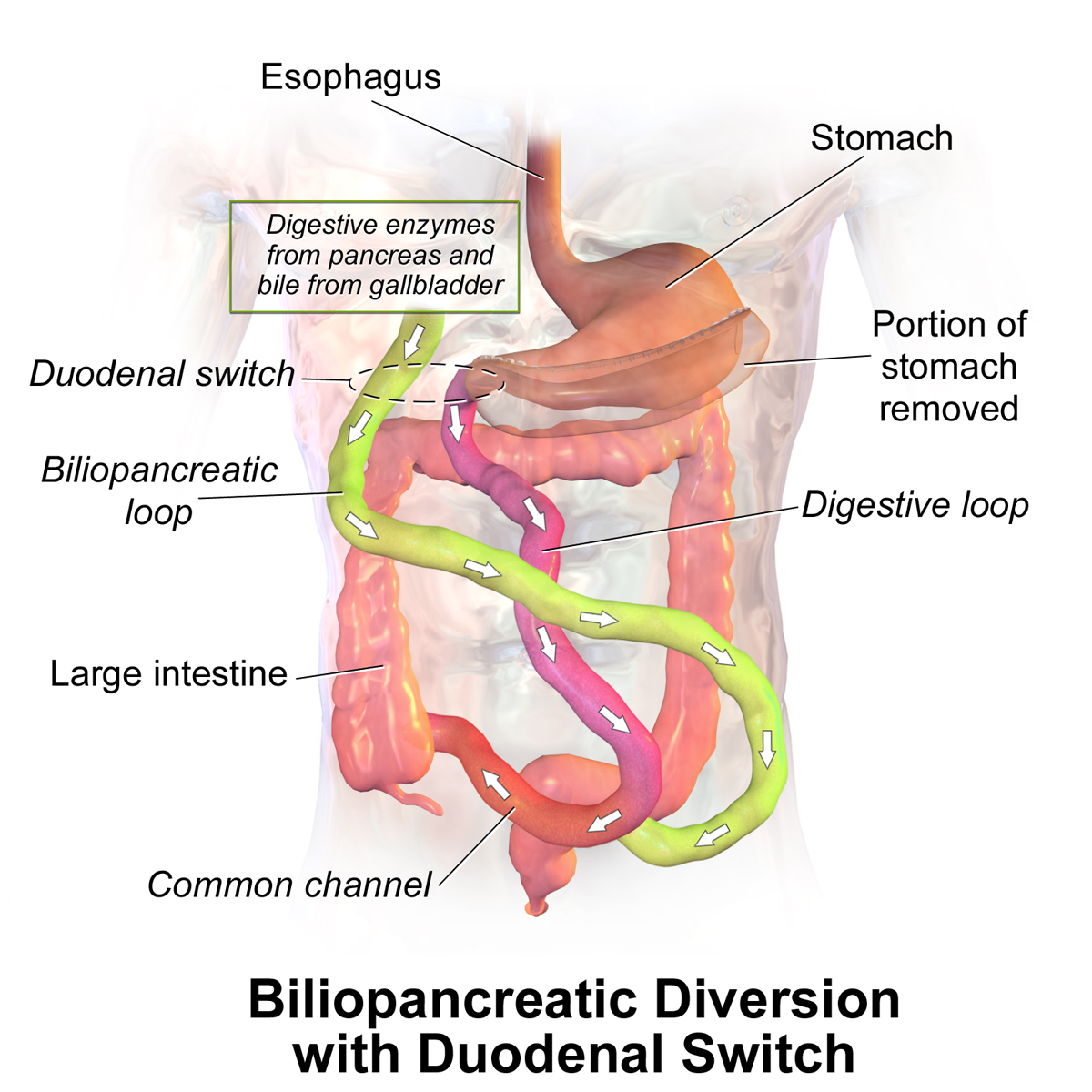
Biliopancreatic Diversion.

توصل دليل الكلية الأمريكية للأطباء (بالإنجليزية: American College of Physicians)‏ إلى التالي: 
- طب السمنة الجراحي يعد من الخيارات العلاجية للمرضى ذوي مؤشر كتلة الجسم المرتفع الذي يعادل 40 كغم\متر2 أو أكثر، وقد سبق لهم اتباع نظام صحي غذائي، وممارسة الرياضة بالقدر الكافي (سواء أكان قد سبق لهم استخدام أدوية لخفض الوزن أم لا)، ويعد خيارًا أيضا للمصابين بأحد هذه الأمراض المصاحبة لداء السمنة: ارتفاع ضغط الدم، أو داء السكري، أو اختلال تحمل الجلوكوز، أو فرط الدهون في الدم، أو انقطاع النفس الانسدادي أثناء النوم. عندما يتم مناقشة طب السمنة الجراحي كخيار علاجي يجب على الطبيب إخبار المريض عن المضاعفات الجانبية بعيدة المدى مثل: احتمالية إعادة إجراء العملية الجراحية مرة أخرى، والإصابة بأمراض المرارة وسوء الهضم والامتصاص.
- يجب تحويل المريض لمستشفيات الرعاية الثلاثية المتخصصة في طب السمنة الجراحي ولجرّاحين ذوي خبرة عالية. في عام 2011 قام الاتحاد الفيدرالي العالمي لمرض السكري (بالإنجليزية: International Diabetes Federation)‏ برفع بيان يقترح الآتي: «تحت ظروف معينة يعد المرضى ذوي مؤشر كتلة الجسم ما بين 30 – 35 كغم/متر2 مؤهلين للخضوع للعملية الجراحية»[6]، وإذا ما تمّ إقرار أهلية مرضى البدانة المفرطة للخضوع للعملية فيجب إجراء كشف وتقييم للصحة النفسية، وتكمن أهميته في تحديد مدى نجاح العملية الجراحية، فالمرضى ذوي مؤشر كتلة الجسم المرتفع يعادل 40 كج/م2 أو أكثر معرّضون للإصابة بالاكتئاب بخمسة أضعاف مقارنةً بغيرهم، ونصف المرضى الذين يقومون بإجراء جراحات السمنة معرّضون للإكتئاب.[7]

## تصنيف العمليات الجراحية
يمكن تصنيف العمليات في ثلاث مجموعات رئيسية: عمليات سوء الامتصاص والعمليات المُقيدة والعمليات المختلطة، ومنذ العام 2009 أصبح إجراء العمليات بالمنظار عوضًا عن العمليات المفتوحة الخيار المعتمد في الولايات المتحدة الأمريكية ومعظم الدول الصناعية حول العالم.

### عمليات سوء الامتصاص بالدرجة الأولى
على الرغم من أن عمليات سوء الامتصاص بالدرجة الأولى تقلص من حجم المعدة، إلا أن فعالية هذه الإجراءات مشتقة أساسا من خلق حالة فسيولوجية تؤدي لسوء امتصاص الطعام.

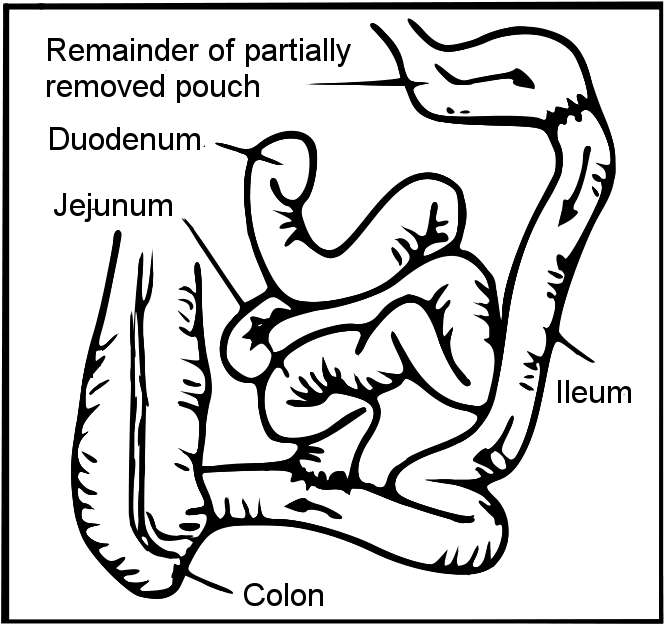
رسم توضيحي لعملية التحويلة البنكرياسية الصفراوية

#### عملية التحويلة البنكرياسية الصفراوية
يطلق على هذه العملية المعقدة عملية سكوبينارو Scopinaro. والآن نادرًا ما تجرى هذه العملية بالطريقة الأصلية منها بسبب المشاكل المرتبطة بها خصوصًا في تسببها بسوء الامتصاص، وفيها يتم إزالة جزء من المعدة لخلق معدة أصغر حجماً يُوصل بالجزء الجزء الأخير من الأمعاء الدقيقة بحيث يتم تجاوز الاثني عشر والصائم. 

#### عملية تجاوز الصائم إلى اللفائفي
لم تعد هذه العملية تنفذ. كانت تنفذ كعملية لإنقاص الوزن للمصابين بالسمنة المفرطة من عام 1950م إلى عام 1970م وكانت تتم بفصل وإزالة ما يقارب كل الأمعاء الدقيقة ووضعها جانبا، بحيث يتبقى 30 سم (12بوصة) إلى 45 سم (18بوصة).

### عمليات مُقَيِّدة بالدرجة الأولى
العمليات المقَيِّدة بالدرجة الأولى تقوم بتقليل كمية الطعام المتناولة بالفم عن طريق تقليلها لحجم المعدة، وتبكيرها الشعور بالشبع، مع تركها للقنوات الهضمية للاستمرار بالعمل، وبالتالي تُقلل من احتمالية حدوث المضاعفات الأيضية. 

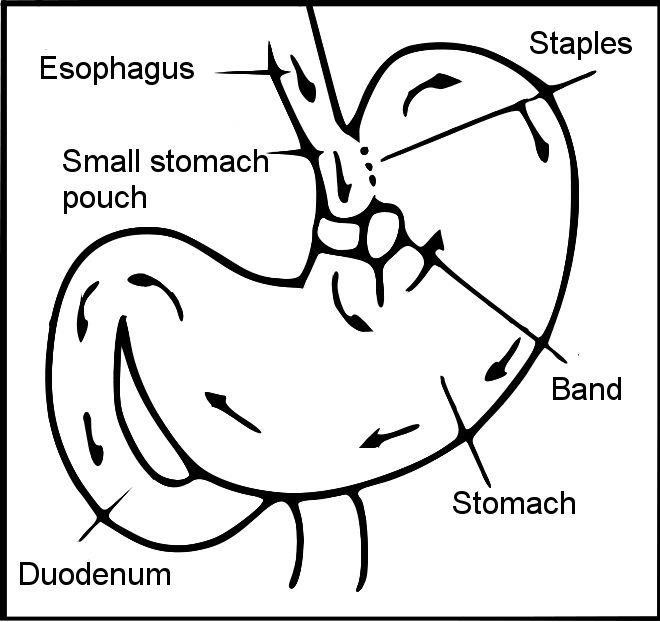
مخطط لرأب المعدة برباط عمودي

#### رأب المعدة برباط عمودي
في رأب المعدة برباط عمودي، أو بلفظ آخر عملية ماسون (Mason procedure) أو تدبيس المعدة، يتم تدبيس جزء من المعدة بشكل دائم لتكوين كيس قبل-مَعِدِيّ أصغر، ليعمل كمعدة جديدة. خلال عملية تدبيس المعدة لتخفيف الوزن يتم تصغير حجم المعدة حيث يتم تدبيس المنحني الأكبر للمعدة باستخدام صفوف متعددة من الغرز غير القابلة للامتصاص أو الدبابيس المخصصة لذلك. تعتبر عملية المعدة عملية مضمونة نظرا لتصغير حجم المعدة حيث تنخفض قدرة المعدة علي التمدد وأيضا تمنع عملية تدبيس المعدة إنتاج الهرمونات الهضمية المسئولة عن الإحساس بالجوع. واحدة من أهم مميزات عملية المعدة أنها لا تخلف غرسا لأي شيء في الجسم. أيضا، عند مقارنتها بعملية أخرى مشابهة جدا وتجري علي نطاق واسع، وهي استئصال المعدة، نجد أن عملية تدبيس المعدة أفضل بكثير حيث أنه لا يتم استئصال جزء كبير من عضو مكتمل الصحة – وهو المعدة، بل يتم الحفاظ عليها كاملة. وبالتالي، فإن هذه النقطة تعتبر ميزة أخرى من ميزات عملية المعدة – وهي الانعكاسية.
صممت عملية المعدة للمرضي الذين يعانون من BMI (تكتلات جسدية) والذين تجاوزوا الأربعين عاما أو لهؤلاء الذين يعانون من التكتلات الجسدية وتتراوح أعمارهم ما بين الخامسة والثلاثين والأربعين عاما والذين يعانون أيضا من مشاكل أخرى مثل ارتفاع ضغط الدم أو السكر. يمكن أيضا لمرضي السمنة الذين فشلوا في إنقاص وزنهم بالعلاج التحفظي أن يختاروا تلك العملية.

كيف تجرى عملية المعدة لتخفيف الوزن؟ تجري عملية تدبيس المعدة بالمناظير. أولا، يتم إدخال كاميرا منظارية خاصة داخل جسم المريض عن طريق شق صغير بجانب الصرة من خلال جدار البطن وبعد ذلك يجري الجراح العملية من خلال فتحات إضافية متعددة وصغيرة في جدار البطن مستخدما أدوات طويلة ورفيعة مخصصة لهذا الغرض.

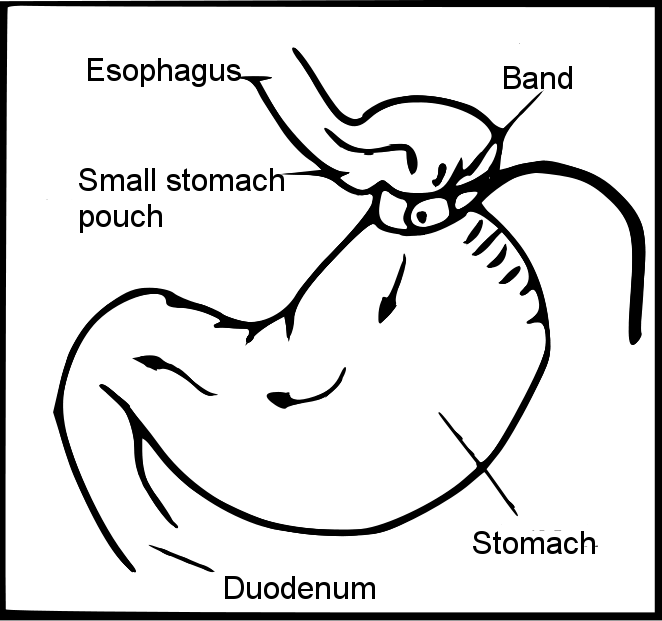
مخطط لرأب المعدة برباط عمودي قابل للتعديل.

#### ربط المعدة برباط قابل للتعديل
تقييد المعدة يمكن أن يتم كذلك عن طريق استخدام رباط من السيليكون، والذي يمكن تعديل حجمه عن طريق حقنه بمحلول ملحي أو سحب ما به من محلول ملحي عن طريق منفذ يتم وضعه تحت الجلد مباشرة. يمكن القيام بهذه العملية بالمنظار، وعادة ما يطلق عليها اسم ربط المعدة. فقدان الوزن يتم بشكل أساسي عن طريق تقليل كمية الغذاء المتناول بسبب الكيس المعدي الصغير والمخرج الضيق. تعد هذه العملية من أكثر العمليات أمانًا بمعدل وفيات يقارب 0.05٪.
لزيادة فرص نجاح العملية فإنه يجب توافر المعايير التالية في الشخص الراغب في إجراء العملية لزيادة فرص النجاح.
- ألا تقل كتلة الجسم لديه عن 40 (كتلة الجسم هي نسبة الوزن بالكيلو غرام إلى مربع الطول بالمتر)، ويُفهم من ذلك أن العملية الجراحية لـ ربط المعدة يجب ألا تُجرى إلا لمن يُعانون سمنة مفرطة تنذر بمضاعفات خطيرة مثل السكري والضغط وأمراض القلب والتوقف المفاجئ للتنفس أثناء النوم.
- يجب ألا يكون المريض مصابآ بـ قصور في الكلية أو الكبد.
- ألا يقل عمر المريض عن 18 ولا يزيد عن 60 سنة.
- أن يكون المريض قد استنفذ كافة السبل المؤدية إلى انقاص الوزن بالطرق الأخرى وفشل مثل الريجيم الغذائي والرياضة وغيرهما.

عدم الدقة في اختيار المريض المناسب لعمليات ربط المعدة قد يؤدي إلى مضاعفات صحية خطيرة مثل:
- نقص الكالسيوم
- هشاشة العظام
- نقص الفيتامينات
- فقر الدم
- التهاب المعدة
- الاكتئاب أحياناً
- ترهل الجلد والوجه
- المغص الحاد
- الانسداد المعوي

لذا يجب استشارة طبيب متخصص في أمراض السمنة وطبيب الغدد واختصاصي التغذية قبل اتخاذ القرار بإجراء عملية جراحة ربط المعدة حتى يتم التأكد بصورة قاطعة من نتائجها.
في حالة اختيار المريض المناسب لجراحة ربط المعدة وعمل كافة الفحوص اللازمة للتأكد من ذلك، فإن نتائج الجراحة تكون ممتازة. إذ لا تعتبر العملية الجراحية معقدة من الناحية الفنية ويمكن إجرائها بالمنظار، وهي ليست صعبة بالنسبة إلى الجرّاح صاحب الخبرة في هذا المجال، لكن الاختيار الدقيق للمريض المناسب يبقى هو العامل الحاسم في نجاح عملية ربط المعدة، لذا يُنصح بمراجعة جرّاح مختص للتأكد من صلاحيتك لهذه العملية

#### تكميم المعدة
تكميم المعدة هو عملية جراحية تتم بهدف فقد الوزن، وفيها يتم تقليل حجم المعدة إلى ما يقارب 15٪ من حجمها الأساسي، عن طريق إزالة جزء كبير من المعدة جراحيا، بموازاة قوس المعدة الأكبر. بعد ذلك يتم ضم الأجزاء المفتوحة معا (عادة باستخدام دباسات جراحية، أو غرز، أو الاثنين معا) حتى تصبح المعدة أشبه ما تكون بالأنبوب أو الكم على شكل الموزة. هذه العملية تصغر حجم المعدة بشكل دائم. تنفذ هذه العملية عن طريق المنظار، ولا يمكن إلغاؤها أو عكسها، وللعملية ما يُميزها:
- مع أن حجم المعدة أقل، إلا أنها تميل إلى العمل بشكل طبيعي يمكِّن من استهلاك أغلب أنواع الطعام بكميات صغيرة.
- تزيل هذه العملية الجزء المسؤول من المعدة عن إفراز الهرمون الذي يحفز الشعور بالجوع (هرمون الجريلين)، مع أن ثبات هذا الأثر لم يتم التحقق منه بعد.
- تقل احتمالية حدوث متلازمة الإفراغ أو الإغراق السريع بسبب الاحتفاظ بالبواب (جزء من المعدة على شكل أنبوب يفتح على الإثني عشر) (مع أن هذه المتلازمة يمكن أن تحدث حال القيام بأي عملية جراحية للمعدة).
- تقلل من احتمالية حدوث القرح المعوية.
- يحدث فقدان الوزن بعد الجراحة بشكل تدريجي على مدار 18 شهرًا.[10]
- بتجنب عملية المجازة المعوية، تقل فرص حدوث الانسداد المعوي، والأنيميا/فقر الدم، وهشاشة العظام، ونقص البروتين، ونقص الفيتامينات بشكل كبير.
- العملية فعالة للغاية كعملية أولية للمرضى ذوي مؤشر كتلة جسم عالي (>55 كغم\متر2).
- بعض النتائج المبدئية تبدو مبشرة لتنفيذها كعملية وحيدة للمرضى ذوي مؤشر كتلة جسم منخفض (35-45 كغم\متر2).
- تعد خيارا مغريا للمصابين مسبقا بالأنيميا (فقر الدم)، أو مرض كرون، أو متلازمة القولون المتهيج (المعروف شعبيا بالقولون)، أو أي حالات مرضية أخرى تضعهم تحت خطر عال لا يمكِّنهم من القيام بعملية المجازة المعوية.

عادة ما يفضل الأطباء إجراء عملية تكميم المعدة بالمنظار بدلًا من الجراحة المفتوحة، حيث يكشف المنظار تجويف البطن من الداخل للطبيب برؤية جيدة، ولا يتطلب عمل جروح كبيرة في منطقة البطن.
تبدأ العملية بالتخدير، ثم إدخال المنظار من إحدى الفتحات للبطن، لتأتي أهم خطوات العملية وهي تصغير مساحة المعدة بنسبة قد تصل إلى 80%، يمكن المنظار الطبيب من التحكم في تحديد موقع المعدة والجزء المستأصل منها وتكميمها، ثم قفل الشقوق الصغيرة في البطن تمهيدًا لإنهاء العملية.

##### نتائج تكميم المعدة
يتم قياس نجاح عملية تكميم المعدة بعدها بمدى ما يحققه المريض من خسارة الوزن الزائد، مع التزامه بنظام غذائي صحي متوازن، وبالتأكيد تجنب الرجوع للوزن السابق بعد خسارته والوصول للوزن المثالي والاستقرار عليه، بالإضافة للسماح للجسم بالتخلص من الأمراض المصاحبة للسمنة، والقضاء على مسببات آلام العظام والمفاصل، مما يتيح خفة الحركة وسهولة التنقل، والعودة إلى روتينك اليومي بدون شكوى آلام مزعجة، أما إذا استمرت بعض المشاكل فيمكنك التوجه لطبيب العظام وقد قطعت نصف الطريق.

##### نصائح بعد عملية تكميم المعدة
لضمان الحصول على أفضل النتائج وتجنُب العديد من المضاعفات المُحتملَة، ينصح اختصاصيي جراحة السمنة وتخفيف الوزن باتبّاع مجموعة من النصائح، أهمّها:
- الالتزام بنظام غذائي صحّي بإشراف اختصاصيي التغذية والحميات، بحيث يتضمّن تناول وجبات محدّدة بكميّات قليلة وبمكوّنات صحيّة تقدّم للجسم حاجته من المواد الغذائيّة الضروريّة دون أن تتسبّب له بمشاكل صحيّة تهيئ الفرصة لعودة مشكلة زيادة الوزن.
- الابتعاد عن تناول أصناف من المأكولات والمشروبات، مثل الحلويات، المقليّات، المشروبات الغازيّة وغيرها.
- محاولة تغيير بعض العادات غير المرغوبة، مثل الاعتياد على المضغ البطيء للقيمات الطعام والتوقُّف عن تناول الطعام فَور الشعور بالشَبَع.
- ممارسة الرياضة بانتظام وإبقاء الجسد بحالة نشِطة حتى تساعده في خسارة أعلى للدهون غير المرغوبة في الجسم.[12]

#### بالون المعدة
عملية البالون المعدي تتم عن طريق وضع بالون مفرغ من الهواء بداخل المعدة، ثم ملؤه لتقليص المساحة بداخل المعدة. يمكن أن يترك البالون بداخل المعدة حتى 6 أشهر، ويؤدي إلى فقدان ما يقارب 5-9 من مؤشر كتلة الجسم خلال نصف عام.
تنقسم تكاليف إجراء هذه الجراحة إلى ثلاث أقسام: تكاليف ما قبل العملية (على سبيل المثال: تكاليف المختص، والتحاليل المخبرية)، وتكاليف العملية ذاتها (على سبيل المثال: تكاليف الجراح، ومساعد الجراح، وفريق التخدير، وتكاليف المشفى)، وتكاليف ما بعد العملية (على سبيل المثال: مراجعات عيادة الطبيب، والفيتامينات والمكملات الغذائية).

#### ثني المعدة
وهي عبارة عن شكل من أشكال العملية الأكثر شهرة; تكميم المعدة، وفيها يتم تكميم المعدة عن طريق تدبيس جزء منها على شكل كم بالخياطة عوضا عن قص وإزالة نسيج المعدة مما يحفظ قدراتها الطبيعية على امتصاص الغذاء. يقلص ثني المعدة من حجم معدة المريض بشكل كبير، مما يساعد المريض على الشعور بالشبع من كميات أصغر من الطعام. حققت هذه العملية نتائج باهرة تم نشرها في دراسة حديثة أجريت في مجلة Bariatric Times، بنيت على دراسة نتائج ما بعد العملية ل66 من المرضى (44 إناث) ممن أجريت عليهم العملية بين يناير 2007 حتى مارس 2010. معدل عمر المرضى كان 34 عاما، وكان معدل كتلة الجسم 35. وقد تمت جدولة مراجعات العيادة على فترات منتظمة لمرحلة ما بعد الجراحة لقياس وتقدير السلامة ومعدل فقدان الوزن لدى المرضى. لم يتم التبليغ عن أي مضاعفات كبرى لدى أي من المرضى ال66. كما أن معدل فقدان الوزن مقارب لعملية المجازة المعدية.
تصف الدراسة عملية ثني المعدة بأنها عملية مقيدة تقلل من حصول المضاعفات التي تحصل مع ربط المعدة أو تكميمها، وذلك بسبب حصول التقييد المطلوب دون استخدام أي أدوات مزروعة، أو الحاجة إلى استئصال (قص) المعدة وتدبيسها.

### العمليات المختلطة
تقوم العمليات المختلطة بتطبيق كلا التقنيتين في الوقت نفسه.

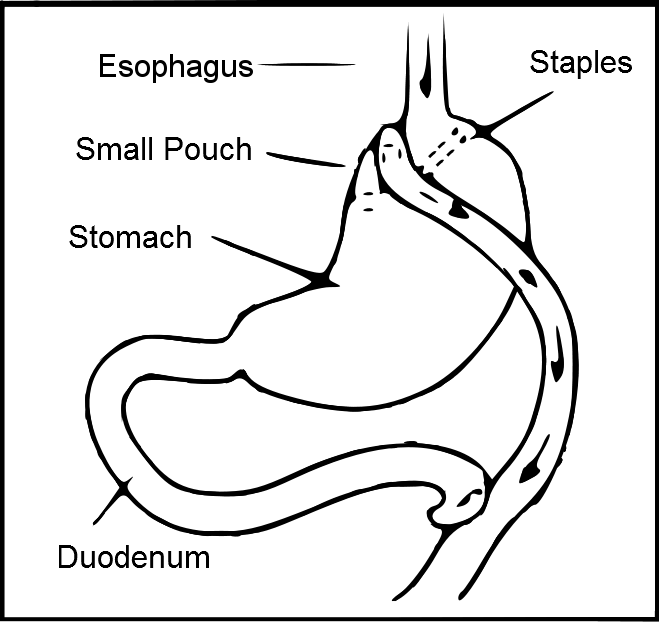

#### جراحة المجازة المَعدية
إحدى أكثر الطرق انتشارا هي جراحة المجازة المَعدية، حيث يتم إنشاء حقيبة ٓمعدية صغيرة بواسطة آلة دباسة ثم يتم توصيلها بالأمعاء الدقيقة. بعد ذلك يتم توصيل الجزء العلوي من الأمعاء الدقيقة على شكل الحرف Y. 
جراحة المجازة المَعدية تعد أكثر العمليات انتشارا في الولايات المتحدة الأمريكية لإنقاص الوزن، تم إجراء ما يقارب 140.00 جراحة مجازة َمعدية في عام 2005. منذ ذلك الوقت انخفضت حصتها السوقية، وفي عام 2011 كان  ُيعتقد أن نسبة إجراء عملية المجازة المٓعدية أصبح أقل من 50٪ من سوق عمليات إنقاص الوزن.
يعد الالتزام الصارم بطرق الأكل الصحي بعد إجراء العملية إحدى عوامل النجاح في أي من طرق طب السمنة الجراحي .
هنالك مرضى معينون لا يستطيعون تحمل سوء الامتصاص ومتلازمة الإغراق المرتبطة بالمجازة المٓعدية. بالنسبة لمرضى كهؤلاء- وعلى الرغم من الاعتقاد المسبق أنها عمليات لا رجعة فيها-  توجد حالات من المجازة المٓعدية التي يمكن عكسها جزئيا.

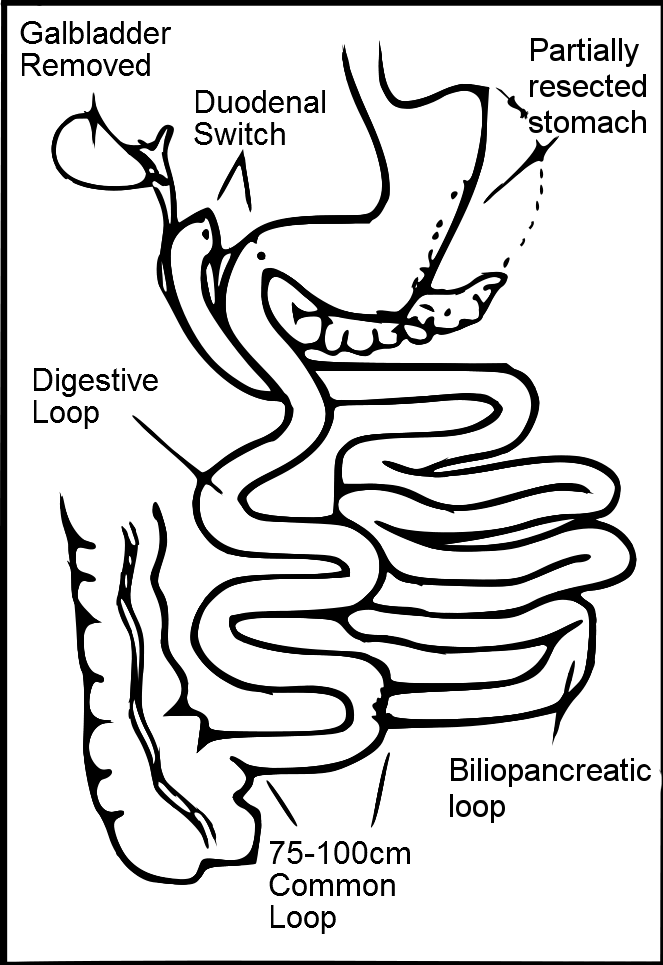

#### تكميم المعدة مع تحويل الإثني عشر
تعد عملية تحويل الإثني عشر نوعًا من أنواع جراحة تغيير مسار عصارة البنكرياس والقنوات المرارية. فيها يتم استئصال جزء من المعدة وقوسها الأكبر. يتم تشكيل المعدة على شكل أنبوب بحجم 150 مل. وعن طريق تقليل حجم المعدة بهذه الطريقة يتم تقييد الاستهلاك الغذائي أيضا في هذه العملية. هذا النوع من الاستئصال المَعدي يعد تشريحيا ووظيفيا لا رجعة فيه. بعد ذلك يتم فصل المعدة من الإثني عشر ووصلها بالجزء السفلي من الأمعاء الدقيقة. يتم إعادة توصيل الإثني عشر والجزء العلوي من الأمعاء الدقيقة بالجزء الباقي على بعد 57-100 سم من القولون.

#### تحفيز المعدة المزروع
يقوم الجراح في هذه العلمية بزرع جهاز مشابه لجهاز تنظيم ضربات القلب، بحيث تقوم الأسلاك الكهربائية بتحفيز السطح الخارجي للمعدة، ولازالت العملية تحت الدراسة في الولايات المتحدة الأمريكية. يعتقد أن التحفيز الكهربائي يقوم بتعديل إشارات الجهاز العصبي المعوي والتي يقوم الدماغ بتفسيرها كشعور بالشبع والامتلاء. البراهين المبدئية تقترح أن العملية أقل فعالية من الأنواع الأخرى لجراحات السمنة.

#### حقن البوتكس بالمعدة
عملية حقن البوتكس داخل المعدة هي عملية بسيطة غير جراحية سريعة تحتاج لمدة بسيطة حوالي 10 دقائق. يعمل ذلك على إراحة عضلات المعدة، حيث تتوقف العضلات عن الانكماش وبالتالي يشعر المريض بأنه شبع بسرعة وعدم االرغبة في تناول الطعام.

## الأكل بعد إجراء طب السمنة الجراحي
بعد جراحات تخفيف الوزن مباشرة، يجب على المريض اتباع نظام غذائي يقتصر على السوائل وذلك يشمل: المرق، وعصير الفواكه المُخفف، والمشروبات الخالية من السكر، والحلويات الجيلاتينية. يجب على المريض الاستمرار على هذا النظام الغذائي حتى تزول آثار العملية الجراحية من الجهاز الهضمي. الخطوة التالية هي تناول أطعمة مضروبة بالخلاط أو مهروسة ويجب أن تكون خالية من السكر لمدة أسبوعين على الأقل. وذلك يتضمن أغذية سائلة أو طريّة تحتوي على نسبة عالية من البروتين مثل: مخفوق البروتين، واللحوم الطرية، ومنتجات الألبان. يجب تجنب الأغذية التي تحتوي على نسبة كاربوهيدرات عالية قدر الإمكان خصوصًا عند بداية فقدان الوزن.
بعد إجراء جراحة السمنة، يُمنع الافراط في تناول الطعام منعًا باتًا، وذلك لأن تخطي حد اكتفاء المعدة قد يسبب الشعور بالغثيان والاستفراغ. إن التقيد بنظام غذائي معين بعد الشفاء من العملية الجراحية يعتمد على نوع عملية طب السمنة الجراحي المجراة. معظم المرضى يجب عليهم تناول مكمل للفيتامينات مدى الحياة للتعويض عن النقص في امتصاص الغذاء كنتيجة للعملية الجراحية. كما ينصح الأطباء بتناول غذاء يتكون من نسبة عالية من البروتينات ونسب قليلة من الدهون والكحول وذلك لأن كمية الوجبات المتناولة قليلة.  

### نصائح في شرب السوائل
يُعد الجفاف ونقص سوائل الجسم من المشاكل الشائعة في الخمس الأشهر الأولى بعد العميلة. يعاني الكثير من المرضى صعوبة في شرب كمية السوائل المناسبة وذلك بسبب صغر حجم المعدة وعدم استيعابها للكميات المعتادة. من العوامل التي تعرض المريض للجفاف: قلة كمية السوائل المتناولة، وقلة كميات الغذاء، ولأن المرضى معرضون أكثر من غيرهم للاستفراغ والإسهال. ولمنع التعرض للجفاف يجب على المرضى ارتشاف شرفات صغيرة من الماء بشكل متكرر على مدار اليوم.  

## مدى فعالية العملية

### فقدان الوزن
بشكل عام، عمليات سوء الامتصاص بالدرجة الأولى تؤدي إلى مزيد من فقدان الوزن بالمقارنة بالعمليات المقِّيدة ولكن لديها مخاطر أعلى من غيرها. أورد التحليل التجمعي التالي من جامعة كاليفورنيا (لوس أنجلوس) تقريرًا بالوزن الناقص خلال 36 شهر بعد عمليلات إنقاص الوزن كما يلي:
- عملية تغيير المسار—117 رطل \ 53 كيلو جرام
- علمية المجازة المعدية Roux-en-Y -- 90 رطل \ 41 كيلوجرام
  - عملية مفتوحة —95 رطل \43 كيلوجرام
  - عملية بالمنظار —84 رطل \ 38 كيلو جرام
- رأب المعدة برباط عمودي—71 رطل \32 كيلوجرام

أعلى مستوى في خسارة الوزن يحدث في الأشهر ال 10 الأولى بعد الجراحة. وقد أثبتت الدراسات الحديثة أن متوسط النتائج (3-8 سنوات) ونتائج المدى الطويل (> 10 عامًا) لفقدان الوزن لعملية المجازة المعدية RYGB وLAGB تصبح مشابهة جدا. غير أن معدل متوسط فقدان الوزن لمرضى (LAGB (25% to 80% يعد أوسع من مرضى RYGB (50% to 70%). تشير الإحصائيات (لما بعد 5 سنوات) أن فقدان الوزن  من تكميم المعدة يقارب فقدانه من عملية المجازة المعدية RYGB. 

### انخفاض نسبة الوفيات والأمراض
على المدى القصير، يرتبط فقدان الوزن من جراحات علاج البدانة مع انخفاض في نسب حدوث بعض الأمراض المصاحبة للسمنة، مثل السكري، ومتلازمة التمثيل الغذائي وتوقف التنفس أثناء النوم، ولكن الفائدة لمرض ارتفاع ضغط الدم غير مؤكدة. ومن غير المؤكد أيضا ما إذا كانت أي من جراحات طب السمنة الجراحي أكثر فعالية من الأخرى في الحد من الإصابة بآثار ومضاعفات السمنة. أما بالنسبة لمضاعات العمليات على مدى الطويل فلا توجد أدلة واضحة مقارنة بالطرق التقليدية لفقدان الوزن. 
تعد الجراحة في المرضى كبار السن موضع اختلاف ونقاش، حيث تتمحور المخاوف بشأن سلامة العمليات في هذه الشريحة العمرية، كما أن الفوائد والمخاطر النسبية في هذه الفئة غير معروفة. 
ونظرا لنسب التحسن العالية والشفاء لمرضى السكري عن طريق طب السمنة الجراحي، فقد جذب ذلك اهتماما كبيرا في تقديم هذا النوع من التدخل العلاجي للأشخاص الذين يعانون من مرض السكري من النوع 2 الذين لديهم مؤشر كتلة الجسم أقل مما هو مطلوب عموما لهذه العمليات الجراحية، ولكن الأدلة القوية المتوفرة قليلة والظروف المثلى لإجراء العمليات غير معروفة. 
إن عمليات طب السمنة الجراحي المجراة بالمنظار تتطلب البقاء في المشفى ليوم أو اثنين فقط. كما أن المضاعفات على المدى القصير التي تحدث بعد عملية رباط المعدة القابل للتعديل بالمنظار قد لوحظ أنها أقل من مضاعفات عملية المجازة المعدية  بالمنظار، وأن مضاعفات عملية المجازة المعدية بالمنظار تعد أقل من مضاعفات عملية المجازة المعدية التقليدية (المفتوحة).

### من الناحية النفسية والاجتماعية
اقترحت بعض الدراسات أن الصحة النفسية يمكن أن تتحسن بعد عمليات طب السمنة الجراحي.

## تكاليف العملية

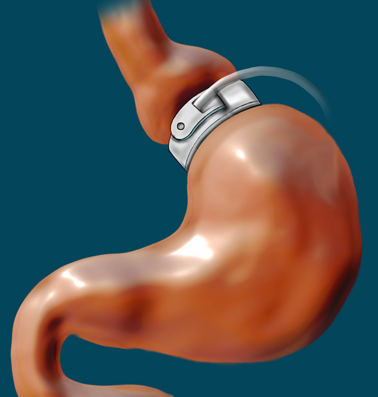
حزام معدة قابل للتعديل

يعتمد مجمل تكاليف هذه العمليات على نوع الجراحة المجراة، وطريقة الدفع، بالإضافة إلى العوامل المتعلقة بالموقع، كالموقع الجغرافي، والممارسة الصحية الجراحية، والمشفى الذي ستقام فيه العملية. تكلف العمليات المعتمدة الأربع: جراحة المجازة المعدية، وعملية ربط المعدة، وجراحة تكميم المعدة، وعملية تحويل الإثني عشر تكلفة تقارب 24000$ و15000$ و19000$ و27000$ لكل منها على التوالي في الولايات المتحدة الأمريكية، إلا أن التكاليف قد تختلف حسب الموقع بشكل كبير، حيث تشمل هذه التكاليف عادة تكلفة يوم الجراحة في المشفى، وتكلفة الجراح، ومساعد الجراح، وفريق التخدير، والأدوات المستخدمة، وقد يشمل ذلك تكاليف زيارات العيادة والمراجعات قبل وبعد العملية، وذلك يعتمد على نوع الممارسة الصحية الجراحية في المركز الذي تمت به العملية. 

## المضاعفات والمخاطر
إن مضاعفات عمليات تخفيف الوزن تحدث بشكل متكرر، حيث تدعي دراسة تأمين أقيمت على 2522 مريض أجريت لهم هذه الجراحات حصول مضاعفات لما يساوي 21.9٪ من المرضى خلال فترة التنويم الأولية في المشفى بعد العملية، وما مجمله 40٪ من المرضى خلال الست أشهر الأولى بعد العملية. كان ذلك أكثر شيوعا عند ذوي مؤشر كتلة الجسم الأكبر من 40، وقد أدى ذلك إلى زيادة التكاليف الصحية، وكان من المشكلات الشائعة: متلازمة الإفراغ أو الإغراق السريع عند ما يقارب 20٪ (الإصابة بانتفاخات وإسهال بعد تناول الطعام مما يستلزم تناول وجبات صغيرة أو استعمال بعض الأدوية)، وحدوث تسرب في مكان العملية (12٪)، وفتق جراحي (7٪)، وعدوى أو التهاب (6٪)، وذات الرئة (4٪)، بينما كان معدل الوفيات يقارب 0.2٪، وبما أنه قد لوحظ أن معدل الإصابة بالمضاعفات يقل في حال كان الجراح الذي أدى العملية خبيرا بها، فقد حثت التوصيات إلى أن تقام العمليات في وحدات متخصصة بجراحات السمنة، كما لوحظ أن معدلات التسرب كانت أعلى في المراكز ذات الإقبال الأقل مقارنة بالمراكز ذات الإقبال الأعلى، ولكن معدلات حدوث التسربات على مستوى العالم قد قلت الآن إلى ما معدله 1-5٪. وطبقا لدراسة أقيمت من قبل الجمعية الأمريكية لجراحات السمنة فإن إحتمالات خطر الوفاة للمرضى الذين خضعوا لجراحة سمنة خلال ثلاثين يوما بعد العملية هي 0.15% أو ما يعادل تقريبا واحد من كل ألف مريض ، وهي معدلات تعتبر أقل من معدلات الوفاة لعمليات جراحية شائعة مثل عملية المرارة على سبيل المثال.
وقد تم الإبلاغ عن حالات إصابة بأمراض العظام الأيضية التي تتجلى على هيئة هشاشة العظام وفرط نشاط جارات الغدة الدرقية الثانوي عند المرضى بعد عملية المجازة المعدية Roux-en-Y والتي تحدث كنتيجة لنقص امتصاص الكالسيوم. إن أعلى تركيز لناقلات الكالسيوم يوجد في الإثني عشر، وبما أن الطعام المتناول لن يمر عبر الإثني عشر بعد عملية المجازة المعدية، فإن معدلات الكالسيوم في الدم قد تقل، مما قد يؤدي إلى الإصابة بفرط نشاط جارات الغدة الدرقية الثانوي، وارتفاع في تقلب العظام، وانخفاض في كثافة العظم، كما اتضح وجود علاقة طردية بين نسبة الإصابة بالكسور وعمليات تخفيف الوزن بشكل عام. 
كما أن فقدان الوزن بشكل سريع بعد عمليات تخفيف الوزن قد يساعد في الإصابة بحصوات المرارة عن طريق زيادة قابلية العصارة الصفراوية على تكوين الحصوات، وقد تمت دراسات الآثار الجانبية على الكلىإحيثنأأهم نتيجة غير طبيعية لتحليل البول هي فرط أوكسالات البول والتي قد تؤدي إلى اعتلال الكلية بالأوكسالات وبالتالي الفشل الكلوي الدائم.ما قد تمت الإشارة إلى حالات من الإصابة بانحلال الربيدات والذي يؤدي إلى قصور كلوي حاد، وانحدار في قدرة الكلى على موازنة الأحماض والقواعد بعد هذه العمليات. 
 كثيرًا ما يحدث نقص في المغذيات الدقيقة كالحديد، وفيتامين ب12، والفيتامينات القابلة للذوبان في الدهون، والثايمين (فتامين ب1)، وحمض الفوليك خاصة بعد عمليات سوء الامتصاص، كما أُبلغ عن حدوث بعض نوبات الصرع الناتجة من انخفاض معدل سكر الدم بسبب زيادة إفراز الإنسولين والتي قد تحدث كنتيجة لفرط تنسج خلايا الجزر البنكرياسية، وقد ذكرت دراسة في مجلة الجراحة للجميعة الطبية الأمريكية JAMA-Surgery أن معدلات القيام بإيذاء النفس والانتحار ترتفع عند مرضى جراحات السمنة. 

## طب السمنة الجراحي للمراهقين
وفقًا لمراكز مكافحة الأمراض واتقائها فإن معدلات السمنة بين الأطفال قد ارتفعت لأكثر من ضعفين، وقد ارتفعت بين المراهقين لأكثر من ثلاث أضعاف، وبالتالي ازداد عدد عمليات طب السمنة الجراحي المجراة لهاتين الفئتين في السنوات الأخيرة. وبسبب تزايد الحالات المصابة بالسمنة هناك قلق حول انخفاض متوسط العمر المتوقع للشخص المصاب بالسمنة. إن تقديم ما يلزم من الرعاية الصحية للمرضى المراهقين للحد من انتشار السمنة والأمراض المصاحبة لها، يعد واجبا أخلاقيا. تبرز القضية الأخلاقية والصعوبات المواجهة من كون هذه الفئة العمرية صغيرة لصنع القرار بنفسها وبحاجة لموافقة شخص بالغ ومساعدته في اتخاذ قرار كهذا. 
لا يزال الأطفال والمراهقون في مرحلة نمو جسدي ونفسي، وهم في مرحلة لم يصلوا فيها من النضج لما يخولهم لصنع قراراتهم بأنفسهم، وإعطاء موافقتهم وإقرارهم لإجراء العملية. أيضًا لما للسمنة من أضرار نفسية على المرضى من إكتئاب وغيرها، مما يعد عاملا آخر غير العمر ومستوى النضج قد يؤثر على القدرة على اتخاذ قرار واع، وفهم المعلومات المشروحة بشكل جيد. غالبًا ما يشعر المراهقون أنهم فاقدي الأمل وأن هذا هو الحل الأخير في جعبتهم، بينما يشعر الآباء والأمهات أن طب السمنة الجراحي هو الطريق الوحيد لحل كل أزماتهم، وذلك بالطبع يؤدي إلى اتخاذ قرار بطريقة غير منطقية أو مدروسة.  

## في التاريخ
بدأت العميات الجراحية المفتوحة لإنقاص الوزن منذ عام 1950 ببطء وكان ذلك بالمجازة المعوية حيث تم جمع الجزئين العلوي والسفلي من الأمعاء، بحيث يتم تجاوز جزء كبير من دائرة الامتصاص، وبالتالي التسبب في إنقاص الوزن بشكل حصري عن طريق الاضعاف بامتصاص الطعام. في عام 1963، قام الأطباء ج. هورد باين (J. Howard Payne)، ولورنت ت. ديويند (Lorent T. DeWind) وروبرت ر. (Robert R.) بابتكار تحويلة صائمية قولونية، بحيث يتم توصيل الجزء العلوي من الأمعاء الدقيقة بالقولون، ولكن الأبحاث الطبية التي تهدف لدراسة المجازة المَعدية لم تبدأ حتى عام 1965 وذلك حين قام الطبيبان إيدوارد ماسون وتشيكاشي إيتو (Mason and Chikashi) من جامعة آيوا (بالإنجليزية:  University of Iowa)‏ بابتكار المجازة المَعدية التقليدية الأولى لإنقاص الوزن والتي أدت إلى مضاعفات أقل من المجازة المعوية وعلى إثر ذلك يعرف الطبيب ماسون باسم” أب جراحات السمنة”.